# 밀리아니코
밀리아니코(이탈리아어: Miglianico)는 이탈리아 아브루초주 키에티도에 있는 코무네이다.

## 지리
밀리아니코는 아펜니노 산맥의 언덕에 위치해있다.

## 역사
2차 세계대전 중에 밀리아니코는 마크 클라크 장군이 이끄는 이탈리아 남부에서 북부 지역으로 밀고 올라오던 미군을 잡아두려고 시도하던 독일군에 의하여 점령을 당하였다. 거주민들의 가옥은 독일군에게 넘어가 병사들의 숙소와 본부로 사용되었다. 밀리아니코와 그 주변지역은 1944년에 연합군의 융단 폭격으로 엄청난 피해를 입었다. 많은 이곳의 거주민들은 달아나 동굴에서 몇 달간을 살았다.

## 경제
이곳의 경제 기반은 대부분 와인용 포도와 올리브 같은 농작물을 생산하는 농업이다.